# Piotr Kazimierz Lacki
Piotr Kazimierz Lacki herbu własnego – podkomorzy trocki w latach 1652–1656.
Poseł na sejm 1655 roku. Na sejmie 1655 roku wyznaczony z Koła Poselskiego komisarzem do zapłaty wojsku Wielkiego Księstwa Litewskiego.